# Harshita Mor
Harshita Mor (ur. 28 listopada 2005) – indyjska zapaśniczka walcząca w stylu wolnym.
Srebrna medalistka mistrzostw Azji w 2024. Pierwsza na mistrzostwach Azji U-23 w 2023. Trzecia na MŚ juniorów w 2023. Wygrała MŚ kadetów w 2022 roku.